# Campeonato Uruguayo de Primera División 1952
El Campeonato Uruguayo 1952 fue el 48° torneo de Primera División del fútbol uruguayo, correspondiente al año 1952.
El torneo consistió en un campeonato a dos ruedas todos contra todos, coronando campeón al equipo que logrará más puntos, mientras que el peor equipo descendería a la Segunda División.
El torneo consagró al Club Nacional de Football como campeón uruguayo, bajo el mando técnico de Enrique Fernández Viola. El goleador del torneo fue también tricolor, el uruguayo Héctor Rial con 15 anotaciones.
Ubicado en el último puesto al finalizar el torneo, Sud América descendió a la Segunda División.

## Participantes

### Ascensos y descensos
| Equipo      | Ascendido como                      |
| ----------- | ----------------------------------- |
| Sud América | Campeón de la Segunda División 1951 |

| Equipo               | Descendido como           |
| -------------------- | ------------------------- |
| Montevideo Wanderers | 10° Primera División 1951 |

## Campeonato

### Tabla de posiciones
| Pos. | Equipo         | PJ | PG | PE | PP | GF | GC | Dif. | Pts. |
| ---- | -------------- | -- | -- | -- | -- | -- | -- | ---- | ---- |
| 1º   | Nacional       | 18 | 15 | 1  | 2  | 59 | 20 | +39  | 31   |
| 1º   | Peñarol        | 18 | 15 | 1  | 2  | 45 | 14 | +31  | 31   |
| 3º   | Rampla Juniors | 18 | 6  | 7  | 5  | 34 | 29 | +5   | 19   |
| 4º   | Danubio        | 18 | 7  | 4  | 7  | 33 | 28 | +5   | 18   |
| 5º   | River Plate    | 18 | 7  | 2  | 9  | 29 | 34 | -5   | 16   |
| 6º   | Cerro          | 18 | 6  | 3  | 9  | 24 | 27 | -3   | 15   |
| 7º   | Defensor       | 18 | 5  | 5  | 8  | 29 | 40 | -11  | 15   |
| 8º   | Liverpool      | 18 | 4  | 5  | 9  | 19 | 42 | -23  | 13   |
| 9º   | Central        | 18 | 4  | 4  | 10 | 29 | 45 | -16  | 12   |
| 10º  | Sud América    | 18 | 3  | 4  | 11 | 27 | 49 | -22  | 10   |

|  | Desempate.                    |
|  | Desciende a Segunda División. |

### Desempate final
En virtud de que Nacional y Peñarol finalizaron ambos en primera posición empatados en puntos, debieron definir el torneo en una final, disputada el 25 de febrero del año siguiente. 
|       | POR   | Aníbal Paz             |     |
|       | DEF   | José Emilio Santamaría |     |
|       | DEF   | Walter Holdoway        | 78' |
|       | MED   | Waldemar González      |     |
|       | MED   | Néstor Carballo        |     |
|       | MED   | Luis Alberto Cruz      |     |
|       | DEL   | Rafael Souto           |     |
|       | DEL   | Javier Ambrois         |     |
|       | DEL   | Héctor Rial            |     |
|       | DEL   | Julio Pérez            |     |
|       | DEL   | Jorge Enrico           |     |
| D. T. | D. T. | Enrique Fernández      |     |

|       | POR   | Flavio Pereyra Nattero   | 46' |
|       | DEF   | Mirto Davoine            |     |
|       | DEF   | Felipe Carrizo           |     |
|       | MED   | Víctor Rodríguez Andrade |     |
|       | MED   | Obdulio Varela           |     |
|       | MED   | Joel Romero              |     |
|       | DEL   | Alcides Ghiggia          | 44' |
|       | DEL   | Juan Alberto Schiaffino  |     |
|       | DEL   | Óscar Míguez             | 44' |
|       | DEL   | Julio César Abbadie      |     |
|       | DEL   | Ernesto Vidal            |     |
| D. T. | D. T. | Juan López               |     |

|  | POR | Roque Gastón Máspoli | 46' |

| Anotado | 24' | Julio Pérez    |
| Anotado | 28' | Jorge Enrico   |
| Anotado | 44' | Javier Ambrois |
| Anotado | 45' | Jorge Enrico   |

| Anotado | 42' | Óscar Míguez          |
| Anotado | 46' | José Santamaria (e/c) |

| Expulsado | 78' | Walter Holdoway |

| Expulsado | 44' | Alcides Ghiggia |
| Expulsado | 44' | Óscar Míguez    |

| Árbitro             | Juan Carlos Armental  |
| Árbitros asistentes | Washington Rodríguez  |
| Árbitros asistentes | Orosmán Rivera Fasoli |

|       | POR   | Aníbal Paz             |     |
|       | DEF   | José Emilio Santamaría |     |
|       | DEF   | Walter Holdoway        | 78' |
|       | MED   | Waldemar González      |     |
|       | MED   | Néstor Carballo        |     |
|       | MED   | Luis Alberto Cruz      |     |
|       | DEL   | Rafael Souto           |     |
|       | DEL   | Javier Ambrois         |     |
|       | DEL   | Héctor Rial            |     |
|       | DEL   | Julio Pérez            |     |
|       | DEL   | Jorge Enrico           |     |
| D. T. | D. T. | Enrique Fernández      |     |

|       | POR   | Flavio Pereyra Nattero   | 46' |
|       | DEF   | Mirto Davoine            |     |
|       | DEF   | Felipe Carrizo           |     |
|       | MED   | Víctor Rodríguez Andrade |     |
|       | MED   | Obdulio Varela           |     |
|       | MED   | Joel Romero              |     |
|       | DEL   | Alcides Ghiggia          | 44' |
|       | DEL   | Juan Alberto Schiaffino  |     |
|       | DEL   | Óscar Míguez             | 44' |
|       | DEL   | Julio César Abbadie      |     |
|       | DEL   | Ernesto Vidal            |     |
| D. T. | D. T. | Juan López               |     |

|  | POR | Roque Gastón Máspoli | 46' |

| Anotado | 24' | Julio Pérez    |
| Anotado | 28' | Jorge Enrico   |
| Anotado | 44' | Javier Ambrois |
| Anotado | 45' | Jorge Enrico   |

| Anotado | 42' | Óscar Míguez          |
| Anotado | 46' | José Santamaria (e/c) |

| Expulsado | 78' | Walter Holdoway |

| Expulsado | 44' | Alcides Ghiggia |
| Expulsado | 44' | Óscar Míguez    |

| Árbitro             | Juan Carlos Armental  |
| Árbitros asistentes | Washington Rodríguez  |
| Árbitros asistentes | Orosmán Rivera Fasoli |

- Reporte del partido en RSSSF.com

|                                             |
| Uruguay                                     |
| Campeón Uruguayo 1952 Nacional 22.do título |

## Resultados
| Nacional    | 5-1 | Liverpool      |
| Cerro       | 2-1 | Sud América    |
| Peñarol     | 4-2 | Central        |
| River Plate | 1-1 | Rampla Juniors |
| Defensor    | 0-0 | Danubio        |

| Peñarol  | 2-0 | River Plate    |
| Nacional | 3-3 | Rampla Juniors |
| Central  | 3-2 | Defensor       |
| Cerro    | 2-0 | Liverpool      |
| Danubio  | 3-1 | Sud América    |

| Nacional       | 4-2 | Sud América |
| Peñarol        | 2-1 | Cerro       |
| Rampla Juniors | 6-0 | Defensor    |
| Liverpool      | 1-1 | Central     |
| Danubio        | 5-2 | River Plate |

| Peñarol     | 2-2 | Danubio        |
| Defensor    | 3-2 | Nacional       |
| Sud América | 1-1 | Rampla Juniors |
| Central     | 4-2 | Cerro          |
| River Plate | 4-1 | Liverpool      |

| Nacional       | 5-0 | Cerro       |
| Liverpool      | 2-1 | Danubio     |
| Peñarol        | 5-0 | Sud América |
| Rampla Juniors | 5-1 | Central     |
| River Plate    | 4-1 | Defensor    |

| Peñarol        | 2-0 | Defensor    |
| River Plate    | 2-1 | Central     |
| Rampla Juniors | 1-1 | Cerro       |
| Liverpool      | 2-2 | Sud América |
| Nacional       | 4-2 | Danubio     |

| Nacional    | 6-0 | Central        |
| Peñarol     | 5-0 | Liverpool      |
| River Plate | 1-0 | Cerro          |
| Sud América | 4-1 | Defensor       |
| Danubio     | 1-0 | Rampla Juniors |

| Defensor    | 2-2 | Cerro          |
| River Plate | 4-2 | Sud América    |
| Peñarol     | 2-0 | Nacional       |
| Liverpool   | 2-0 | Rampla Juniors |
| Central     | 1-1 | Danubio        |

| Peñarol     | 2-0 | Rampla Juniors |
| Nacional    | 3-1 | River Plate    |
| Cerro       | 4-0 | Danubio        |
| Sud América | 2-1 | Central        |
| Defensor    | 4-1 | Liverpool      |

| Nacional       | 3-0 | Liverpool   |
| Cerro          | 1-0 | Sud América |
| Peñarol        | 2-1 | Central     |
| Rampla Juniors | 2-1 | River Plate |
| Defensor       | 1-1 | Danubio     |

| Peñarol  | 2-1 | River Plate    |
| Nacional | 5-2 | Rampla Juniors |
| Central  | 4-4 | Defensor       |
| Cerro    | 3-0 | Liverpool      |
| Danubio  | 5-2 | Sud América    |

| Nacional       | 5-0 | Sud América |
| Peñarol        | 3-1 | Cerro       |
| Rampla Juniors | 3-2 | Defensor    |
| Liverpool      | 3-2 | Central     |
| Danubio        | 3-1 | River Plate |

| Peñarol        | 2-0 | Danubio     |
| Nacional       | 2-1 | Defensor    |
| Rampla Juniors | 4-2 | Sud América |
| Cerro          | 2-0 | Central     |
| River Plate    | 0-0 | Liverpool   |

| Nacional       | 3-2 | Cerro       |
| Danubio        | 5-0 | Liverpool   |
| Peñarol        | 4-1 | Sud América |
| Rampla Juniors | 2-2 | Central     |
| Defensor       | 3-0 | River Plate |

| Peñarol        | 4-1 | Defensor    |
| Central        | 1-0 | River Plate |
| Rampla Juniors | 1-1 | Cerro       |
| Liverpool      | 1-1 | Sud América |
| Nacional       | 1-0 | Danubio     |

| Nacional       | 2-0 | Central  |
| Liverpool      | 3-1 | Peñarol  |
| River Plate    | 3-0 | Cerro    |
| Sud América    | 1-1 | Defensor |
| Rampla Juniors | 2-1 | Danubio  |

| Defensor    | 1-0 | Cerro          |
| River Plate | 3-2 | Sud América    |
| Nacional    | 1-0 | Peñarol        |
| Liverpool   | 1-1 | Rampla Juniors |
| Central     | 3-2 | Danubio        |

| Peñarol     | 2-0 | Rampla Juniors |
| Nacional    | 5-1 | River Plate    |
| Danubio     | 1-0 | Cerro          |
| Sud América | 3-2 | Central        |
| Defensor    | 2-1 | Liverpool      |